# Волконский, Михаил Сергеевич
Князь Михаи́л Серге́евич Волко́нский (10 [22] марта 1832, Петровский завод — 7 [20] декабря 1909, Рим) — тайный советник, статс-секретарь, сенатор и обер-гофмейстер, заместитель министра народного просвещения И. Д. Делянова.
Рюрикович, из 2-й ветви княжеского рода Волконских.

## Биография
Родился на Петровском заводе в Забайкалье в семье декабриста Сергея Григорьевича и Марии Раевской.

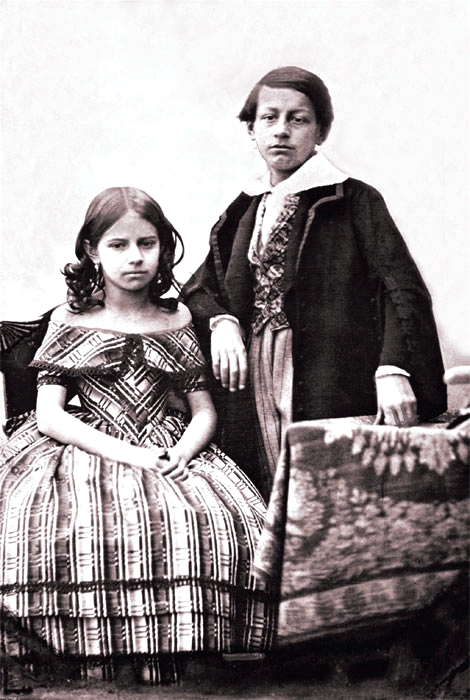
Михаил Волконский и его сестра Елена. Иркутск, 1845

Окончил с золотой медалью Иркутскую гимназию (1849). Определён на службу коллежским регистратором в главное управление Амурского края, где состоял чиновником особых поручений при генерал-губернаторе Восточной Сибири графе Н. Н. Муравьёве-Амурском (ноябрь 1849). В течение семи лет исполнял разнообразные и ответственные поручения: дважды командирован в Маньчжурию для переговоров по поводу отношений с Китаем (1851-1852), руководил мерами по прекращению эпидемии холеры среди переселенцев, прибывавших из внутренних губерний для заселения Восточной Сибири, принимал участие в первых Амурских экспедициях и занимался подготовкой снаряжения для них, привёл в порядок поселения по Якутско-Аянскому тракту, устроил первые русские крестьянские поселения на Амуре между Мариинским постом и городом Николаевском, положив тем самым начало русскому землевладению на Дальнем Востоке.
Вместе с Ахеллесом Забаринским был поручителем со стороны жениха при венчании капитана I ранга Геннадия Ивановича Невельского и Екатерины Ивановны Ельчаниновой (апрель 1851). Губернский секретарь (1852). Произведён в коллежские секретари (19 апреля 1853). Титулярный советник (21 декабря 1854). Командирован в Ургу (1855). Прибыл в Петербург из Монголии в качестве курьера (1856). В день коронации императора Александра II, послан в Сибирь с Высочайшим манифестом о прощении декабристов (26 августа 1856). Согласно именному указу Александра II от того же числа Михаилу Сергеевичу возвращён княжеский титул, принадлежавший его отцу до осуждения по делу декабристов.
Перешёл на службу на Кавказ (1857), где был назначен в Комиссию по разбору пограничных дел с Персией. Состоял чиновником особых поручений при наместнике Кавказа князе А. И. Барятинском, прикомандирован к войскам правого крыла Кавказской армии, находился на передовых Закубанских постах. Коллежский асессор (1857), камер-юнкер (01 января 1858), надворный советник (1860).
Возвратившись в Петербург, назначен помощником статс-секретаря Государственного совета по Департаменту законов (1862), состоял в этой должности 14 лет. Являлся членом Комиссии для составления законоположений о преобразовании судебной части. Перевёл на русский язык и опубликовал «Устав итальянского гражданского судопроизводства» и «Наказ судебным установлениям Итальянского королевства».
Произведён в статские советники (1864), камергеры (1866), в действительные статские советники (1867). Получил чин тайного советника (январь 1876), пожалован в егермейстеры Двора Его Императорского Величества и определён состоять при Государственной канцелярии. В том же году приглашён министром народного просвещения графом Д. А. Толстым на пост попечителя Петербургского учебного округа. Уволен с этой должности по собственному прошению и назначен почётным опекуном по ведомству императрицы Марии и членом Совета министра народного просвещения (1880).
Получил должность товарища министра народного просвещения (сентябрь 1882), в последующие 13 лет председательствовал во всех главнейших комиссиях по этому ведомству и заменял министра в его отсутствие. Сенатор (с марта 1885). Пожалован в обер-гофмейстеры двора (январь 1890).
Назначен членом Государственный совет Российской империи (1896). Определён к присутствию в Департаменте промышленности (1901-1903).
Скончался в 1909 году в Риме и похоронен на семейном кладбище в имении Шлосс-Фалль, которое принадлежало деду его жены А. Х. Бенкендорфу.

### Общественная деятельность
Действительный член Петербургского собрания сельских хозяев (1865-1868). Член Русского географического общества по всем отделениям (05 мая 1876). Член комитета по сооружению памятника генерал-губернатору Восточной Сибири Н.Н. Муравьеву-Амурскому (03.03.1886-30.05.1891). Входил в Петербургское английское собрание (1889).

## Награды
Российские
- Орден Святого Владимира 1-й степени
- Орден Святого Станислава 1-й степени

Иностранные
- орден Бухарский золотой звезды 1-й степени с алмазами
- Орден Святых Маврикия и Лазаря
- Орден Льва и Солнца 2-й степени

## Семья

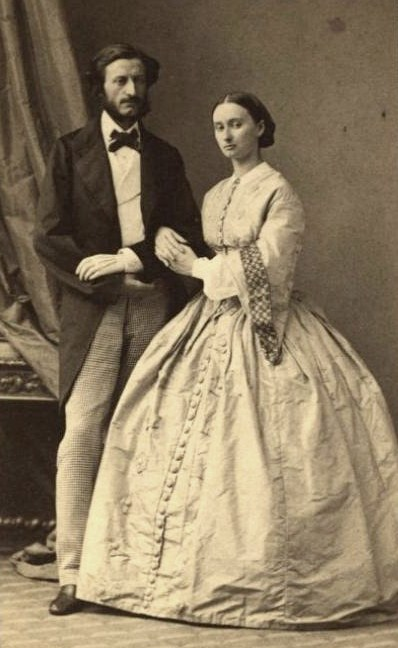
М. С. Волконский с женой

Женился в Женеве (24 мая 1859) на светлейшей княжне Елизавете Григорьевне Волконской (1838—1897), дочери князя Григория Петровича Волконского от брака его с графиней Марией Александровной Бенкендорф; внучке П. М. Волконского и А. Х. Бенкендорфа.
По словам современницы, в молодости Елизавета Григорьевна «была красивой брюнеткой, мужественной в своих манерах, с румянами здоровья на свежем лице, с прямой, быстрой и решительной походкой. Ум сиял на её широком лбу и в тонкой улыбке, и она говорила низким грудным голосом также отчетливо и ясно, как совершался процесс её мыслей». Автор двух богословских трудов с католической апологетикой, фактически став первой женщиной-богословом в истории России, а также книги «Род князей Волконских», писала стихи и картины, её салон был одним из центров культурной жизни Петербурга. Будучи идеологом русского католического движения, она в Риме перешла в католичество (1887).
Дети:
- Сергей (1860—1937), режиссёр, литератор.
- Пётр (1861—1948), его сын князь Михаил, внук — князь Андрей Михайлович, правнук — князь Петр.
- Мария (1863—1943), фрейлина, приняла католичество в Швейцарии (1901), автор ряда религиозных сочинений, переводила на русский язык произведения католических авторов; скончалась в Риме.
- Григорий (1864—1912)
- Александр (1866—1934), католический священник.
- Владимир (1868—1953), вице-председатель Государственной Думы.

## Память
В честь князя Михаила Сергеевича Волконского, как участника Амурской экспедиции 1849—1855 гг названо село Князе-Волконское в Хабаровском крае.